# Operation Ostrogoschsk-Rossosch
1941: Białystok-Minsk – Dubno-Luzk-Riwne – Smolensk – Uman – Kiew – Odessa – Leningrader Blockade – Wjasma-Brjansk – Charkow – Rostow – Moskau – Tula

1942: Rschew – Charkow – Ljuban/Wolchow – Kertsch/Sewastopol – Fall Blau – Kaukasus – Stalingrad – Operation Mars

1943: Woronesch-Charkow – Operation Iskra – Nordkaukasus – Charkow – Kursk – Orjol – Donez-Mius – Donbass – Belgorod-Charkow – Smolensk – Dnepr – Kiew

1944: Dnepr-Karpaten – Leningrad-Nowgorod – Krim – Wyborg–Petrosawodsk – Operation Bagration – Lwiw-Sandomierz – Jassy–Kischinew – Belgrad – Petsamo-Kirkenes – Baltikum – Karpaten – Ungarn

1945: Kurland  – Weichsel-Oder – Ostpreußen – Westkarpaten – Niederschlesien – Ostpommern – Plattensee – Oberschlesien – Wien – Oder – Berlin – Prag
Die Operation Ostrogoschsk-Rossosch (in Russisch Острогожско-Россошанская операция) war eine Offensive der Roten Armee während des Zweiten Weltkrieges, die als Teil der Woronesch-Charkiwer Operation von der Woronescher Front durchgeführt wurde. Sie dauerte vom 13. Januar 1943 bis zum 27. Januar 1943 und führte zur Zerschlagung der ungarischen 2. Armee und von Teilen der italienischen 8. Armee.

## Vorbereitungen
Ziel der Offensive war die Wiederholung und der Ausbau der Erfolge der Mittleren Don-Operation vom Dezember 1942, diesmal am oberen Don südlich von Woronesch. Georgi Schukow und Alexander Wassilewski waren auch hier wieder als Repräsentanten des Oberkommandos für die Planungen verantwortlich.
Die meisten Quellen nennen den 12. Januar 1943 als Start der Offensive, an diesem Tag wurden nach einem Artillerieschlag Angriffe durch sowjetische Vorauseinheiten ausgeführt. Die Offensive wurde von der 3. Panzerarmee unter Pawel Rybalko getragen, die erst kurz zuvor aus der Stawka-Reserve freigegeben worden war. Vom Süden her wurde der Angriff durch die rechte Flanke der sowjetischen 6. Armee (General F. M. Charitonow) unterstützt. Die Hauptmacht der sowjetischen 40. Armee (Generalleutnant Kirill Moskalenko) wurde erst am folgenden Tag eingesetzt. Ausgangspunkte der sowjetischen Offensive waren die beiden Don-Brückenköpfe bei Storoschewoje und Schtschutschje nahe Liski.
Die Luftunterstützung der Truppen erfolgte durch die 2. Luftarmee unter Generalmajor K. N. Smirnow.
Der angegriffenen Heeresgruppe B (GFM von Weichs) waren folgende Großverbände unterstellt:
2. Armee – General der Infanterie Hans von Salmuth
- LV. Armeekorps (299., 45., 88. und 383. Infanterie-Division)
- XIII. Armeekorps (82., 68., 340. und 327. Infanterie-Division)
- VII. Armeekorps (57., 75. und 323. Infanterie-Division)

Ungarische 2. Armee – Generaloberst Gusztáv Jány
- III. Korps, Generalmajor Marcel Stomm mit 6., 7. und 9. leichter Division
- IV. Korps, FML József Heszlényi mit 10., 13. und 20. leichter Division
- VII. Korps, Generalmajor János Legeza mit 19., 12. und 23. leichter Division
- Korps z. b. V. Cramer mit 168. Infanterie-Division und ungarischer 1. Panzerdivision, General András Sándor (Oberst Ferenc Horvath)

Italienische 8. Armee – Armeegeneral Italo Gariboldi
- XXIV. Panzerkorps (27. Panzer-Division, 385. und 387. Infanterie-Division)

Alpini-Korps, General Gabriele Nasci
- 2. Alpini-Division „Tridentina“, General Luigi Reverberi
- 3. Alpini-Division „Julia“, General Umberto Ricagno
- 4. Alpini-Division „Cuneense“, General Emilio Battisti

Armeeabteilung Fretter-Pico
- Reste ital. XXXV. Korps (Divisionen: „Pasubio“, „Torino“, „Cosseria“)
- Deutsche 19. Panzer- und 298. Infanterie-Division
- 3. Gebirgsdivision
- 304. Infanterie-Division

## Die Offensive

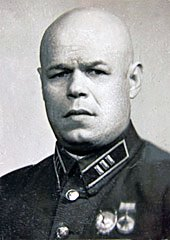
Pawel Rybalko (1938)

Der Angriff der sowjetischen 40. Armee riss am 12. Januar die Front des ungarischen III. Korps auf. Den ersten Durchbruch bei Goldajewka erzielte die 107. Schützendivision (Oberst P. M. Beschko) und die 86. Panzerbrigade (Oberstleutnant W. G. Sasejew) im Sektor des Honved-Regiments 4 der ungarischen 7. leichten Division. Der Angriff der 25. Garde-Schützendivision (Generalmajor P. M. Schafarenko) war ebenfalls erfolgreich. Mit Unterstützung der Artillerie und der 116. Panzerbrigade (Oberstleutnant A. Ju. Nowak) konnte nach zweistündigem Kampf die Höhen bei Orechovaja gestürmt werden. Das 15. Panzerkorps (Generalmajor W. A. Koptzow) führte am südlichen Abschnitt die Spitze des Angriffes der 3. Panzerarmee. Die 180. Schützendivision (Generalmajor Isaak Maloschitzki) unterstützt von der 173. Panzerbrigade brach bei Pasekowo in die ungarische Verteidigung ein. Auf der linken Flanke kam die 48. Garde-Schützendivision (Oberst Nikolai Matwejewitsch Makowtschuk) zum Einsatz, die von der 97. Panzerbrigade des 12. Panzerkorps unterstützt wurde. Das vom ungarischen Oberbefehlshaber General Jány angeforderte sofortige Eingreifen des Korps z. b. V. Cramer wurde zunächst von der deutschen Heeresleitung untersagt, weil man eine vorzeitige Zersplitterung der Reserve befürchtete.
Der Morgen des 13. Januar brachte eine neuerliche Artillerievorbereitung – noch stärker an Wirkung als am Tag zuvor. Die sowjetische 40. Armee griff nach dem Vorbereitungsfeuer mit 3 Panzerbrigaden und 4 Schützendivisionen an. Die erste Angriffsstaffel der Armee umfasste die 141., 25. Garde-, 340. und 107. Schützendivision sowie die 116., 150. und 86. Panzerbrigade. Sie wurden auf einer etwa 10 Kilometer breiten Front gegen die feindliche Verteidigung an der Linie der Dörfer Storozhevoje – Boldyrowka – Devitsa angesetzt. Die zweite Staffel – die 305. Schützendivision und die 253. Schützen-Brigade – sollte erst am Morgen des folgenden Tages in die Schlacht eingreifen. Am 14. Januar trat auch das selbständig operierende sowjetische 18. Schützenkorps (Generalmajor P. M. Sykow) aus dem Brückenkopf Schtschutschje zum Angriff gegen die Front des ungarischen VII. Korps an. Anschließend wurde auch der noch haltende linke Flügel des ungarischen III. Korps aufgerollt.
Nach dem sowjetischen Don-Übergang bei Nowaja Kalitwa wurde der Korpsgefechtsstand des deutschen XXIV. Panzerkorps (Generalleutnant Martin Wandel) am 14. Januar bei Schilin von sowjetischen Panzern überrollt. Am 15. Januar erreichten die sowjetischen Truppen die Linie Kolibella – Chrestiki – Koski, dann verhinderte der Widerstand von Teilen der ungarischen 19. Division und der Reste der 12. Division weitere Geländegewinne. Die ungarischen Truppen konnten die Front noch 24 Stunden halten, ehe sie zurückweichen mussten. Durch das Eingreifen der deutschen 387. Infanteriedivision (Generalleutnant Arno Jahr) schien der sowjetische Vormarsch eingedämmt zu sein, doch am 16. Januar änderte sich die Situation.
Das sowjetische 12. Panzerkorps (Generalmajor W. A. Mitrofanow) drängte am Morgen des 16. Januar mit der Vorhut der 106. Panzerbrigade in Rossosch ein. Noch am 17. Januar versuchten deutsche Truppen vergeblich, Rossosch zurückzuerobern, scheiterten jedoch und gerieten beim Rückzug in die ebenfalls nach Norden abgedrängten Kolonnen des italienischen Alpinikorps, wobei es zu Unordnung und Problemen bei der Koordination kam. Während Rossosch vom Osten her durch eine sowjetische Panzerbrigade gesichert wurde, passierte das sowjetische 15. Panzerkorps Olchowatka und erreichte im Rücken des XXIV. Panzerkorps die Linie Kudeschowka – Marjewka. Andere Teile der sowjetischen 3. Panzerarmee besetzten bis zum 19. Januar Alexejewka, das 15. Panzerkorps nahm dann westlich von Ostrogosch Verbindung mit der von Norden vordringenden 40. Armee auf. Das 7. Kavallerie- (später 6. Garde-Kavallerie) Korps unter Generalmajor Sergei W. Sokolow sicherte nach Westen zum Oskol-Abschnitt gegenüber dem Korps Cramer und besetzte Waluiki weit im Rücken der überrollten feindlichen Einheiten. Sowjetische Truppen überflügelten bei Nikolajewka das XXIV. Panzerkorps sowie die  Gebirgsjägerdivisionen des Alpini-Korps. Der neuernannte Korpskommandant Generalleutnant Karl Eibl konnte mit einem Teil seiner Truppen einen Korridor nach Westen freikämpfen, kam aber dabei am 21. Januar ums Leben. In der folgenden Woche wurden die im Kessel verbliebenen ungarischen, italienischen und deutschen Einheiten nach und nach dezimiert.

## Deutscher Rückzug
Diese Operation, die nordwestlich von Stalingrad parallel zur Endphase der Schlacht von Stalingrad stattfand, führte zur Einkesselung der dort an der Ostfront im großen Donbogen eingesetzten ungarischen, italienischen und deutschen Kräfte. Betroffen von der Einkesselung war die ungarische 2. Armee, die italienische 8. Armee und die 387. Infanterie-Division. Aus deutscher Sicht war es eher der „Kessel von Ostrogoschsk-Rossosch“. Der Durchbruch der Resttruppen bei eisigen Temperaturen gelang nur unter hohen Verlusten unter Zurücklassung der Verwundeten. Sowjetische Militärhistoriker bezeichneten die deutsche Niederlage als „Stalingrad am Oberen Don“. Es wurden 15 Divisionen besiegt, sowie 86.000 ungarische, deutsche und italienische Soldaten gefangen genommen.
Ergänzend führte die am 24. Januar begonnene Woronesch-Kastornoje-Operation zu einer weiteren Niederlage der Deutschen.
Die Division Großdeutschland und SS-Verbände versuchten die 100–150 km lange Frontlücke in Gegenangriffen und Abwehrkämpfen zu sichern, mussten aber bis Mitte Februar 1943 nach Charkow zurückweichen. In der Folge kam es wenig später zur Dritten Schlacht um Charkow.